# جبنة ليقوان
ليقَوان (بالفارسية: لیقوان) أو ليوان (بالفارسية: ليوان)هي نوع من الأجبان الملحية من الروائب تصنع تقليدياً في إيران. طعمها ذو نكهة حامضة، وقوامها مغطى بالفتحات، وتنتج من حليب الغنم. اتخذت اسمها من وادي ليقوان، وهي قرية تقع في محافظة أذربيجان الشرقية، حيث كان منشأها الأول. يتم تخثير الحليب بأقراص المنفحة، ثم تعبّى الخثارة في أكياس ثلاثية من القماش يسمح بتصفية الماء من خلاله. تُخرج قوالب الجبنة الثلاثية ذات السماكة 20 سم من الأكياس وتوضع في وعاء وتغطّى بالملح لمدة يومين. تقدّم هذه الجبنة على الفطور أو العشاء مع الخبز الطازج.
الجبن ليقواني له نسيج ناعم وطعم خاص يميزه عن جميع الأجبان الأخرى.